# La Bête de la cave

La Bête de la cave (titre original : I live in your basement!, littéralement : J'habite dans ton sous-sol!) est un roman de R. L. Stine. C'est, dans l'édition française Bayard Poche, le 46e livre de la collection Chair de poule.

## Histoire
Marc, un pré-adolescent de 12 ans traité comme un bébé par sa mère trop anxieuse en permanence, va, après le collège, jouer au base-ball avec ses amis. Mais il a un accident : un violent coup de batte à la tempe. Il perd alors connaissance et ne veut pas le dire a sa maman. Quand il se remet, il ne cesse de vivre des événements tous plus grotesques et plus horribles les uns que les autres... jusqu'à ce qu'il se réveille. Sa vie n'est dès lors qu'un enchaînement de cauchemars. Mais dans tous ses cauchemars, un fait revient à chaque fois : un garçon de son âge nommé Keith le harcèle, et lui fait savoir par différents moyens qu'il vit dans sa cave et qu'il y attend. S'ensuit alors une longue et parfois violente lutte acharnée entre Marc et Keith (dans l' escalier... ) mais n'est-ce seulement qu'un rêve ? Ces cauchemars sont si réels que Marc ne sait plus où est le cauchemar et où est la réalité... ...jusqu'à l'incroyable dénouement, étonnant et insoupçonnable.

## Commentaire
Ce livre n'a jamais été adapté en épisode dans la série télévisée canadienne Chair de poule.

## Liens
- Ressources relatives à la littérature :   - Internet Speculative Fiction Database
  - NooSFere